# 케이틀린 네이컨
케이틀린 네이콘(영어: Katelyn Nacon, 1999년 6월 11일 ~ )은 미국의 배우이다. 《워킹 데드》의 이니드 역으로 출연한다.